# Historia de Tokio

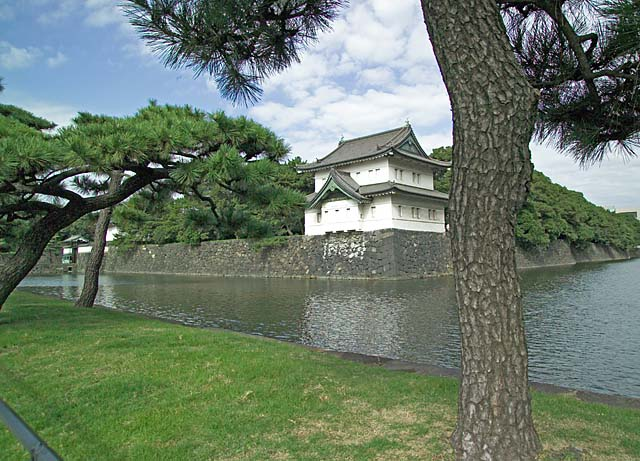
Castillo de Edo.

La Historia de Tokio narra el crecimiento del centro urbano más grande de Japón. La parte oriental de Tokio ocupa una importante área en la región de Kantō, que junto con la de hoy en día prefectura de Saitama, la ciudad de Kawasaki y la parte oriental de Yokohama conformaban la antigua provincia de Musashi. Esta fue una de las provincias bajo el sistema, ritsuryō.
Antes de la restauración Meiji a mediados del siglo XIX, la ciudad de Tokio fue conocida como Edo. El shogunato Tokugawa fue establecido en 1603 con Edo como la capital del gobierno (la verdadera capital de Japón era en ese entonces Kioto).
Cuando el estadounidense Matthew Perry llega a Edo en 1853 para exigir la apertura de Japón al exterior, la ciudad se inicia un periodo de cambio social. Así, cuando el shogunato llega a su fin en 1868, la ciudad fue rebautizada "Tōkyō", que significa "capital del este". Durante la restauración, el emperador se mudó a Tokio, convirtiéndola en la capital oficial del Japón.
Un gran terremoto sobre Tokio en 1923, cobró la vida de aproximadamente 70 000 personas. Más que el terremoto en si, fueron los incendios posteriores los que produjeron el mayor número de víctimas. Tras la tragedia se inició un plan de reconstrucción que resultó demasiado costoso y no logró completarse. A pesar de esto, la ciudad continuó su desarrollo hasta el comienzo de la Segunda Guerra Mundial, conflicto en cual la ciudad fue bombardeada por las fuerzas de Estados Unidos.
El 20 de marzo de 1995 la ciudad fue foco de todos los medios internacionales tras el ataque de gas sarín perpetrado por la secta Aum Shinrikyo en el sistema de trenes subterráneos de Tokio, en el cual 12 personas fueron muertas y miles afectadas.
A pesar de la recesión de los años 1990, Tokio se ha convertido en una de las ciudades más dinámicas del planeta. Posee una amplísima gama de actividad social y económica.

## Atentado de Toranomon en 1923

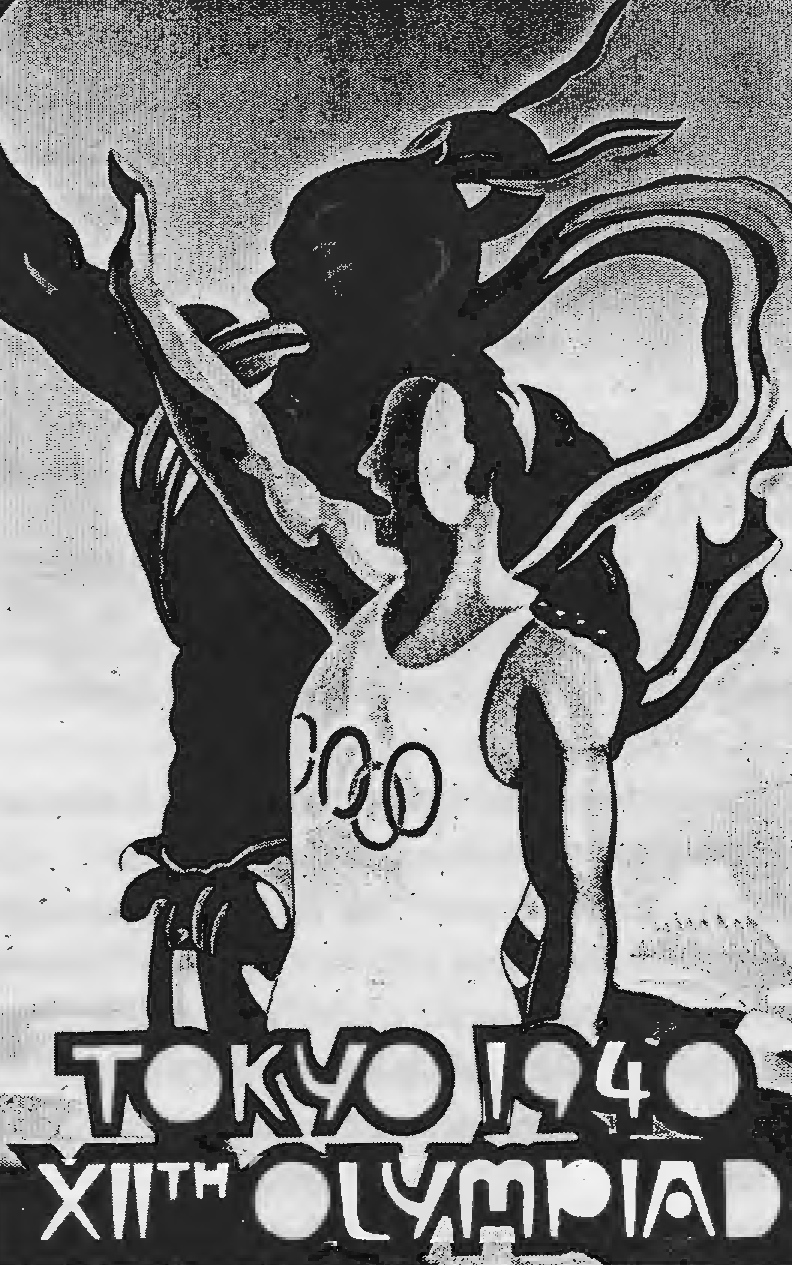
Póster de los juegos de 1940.

## Edo

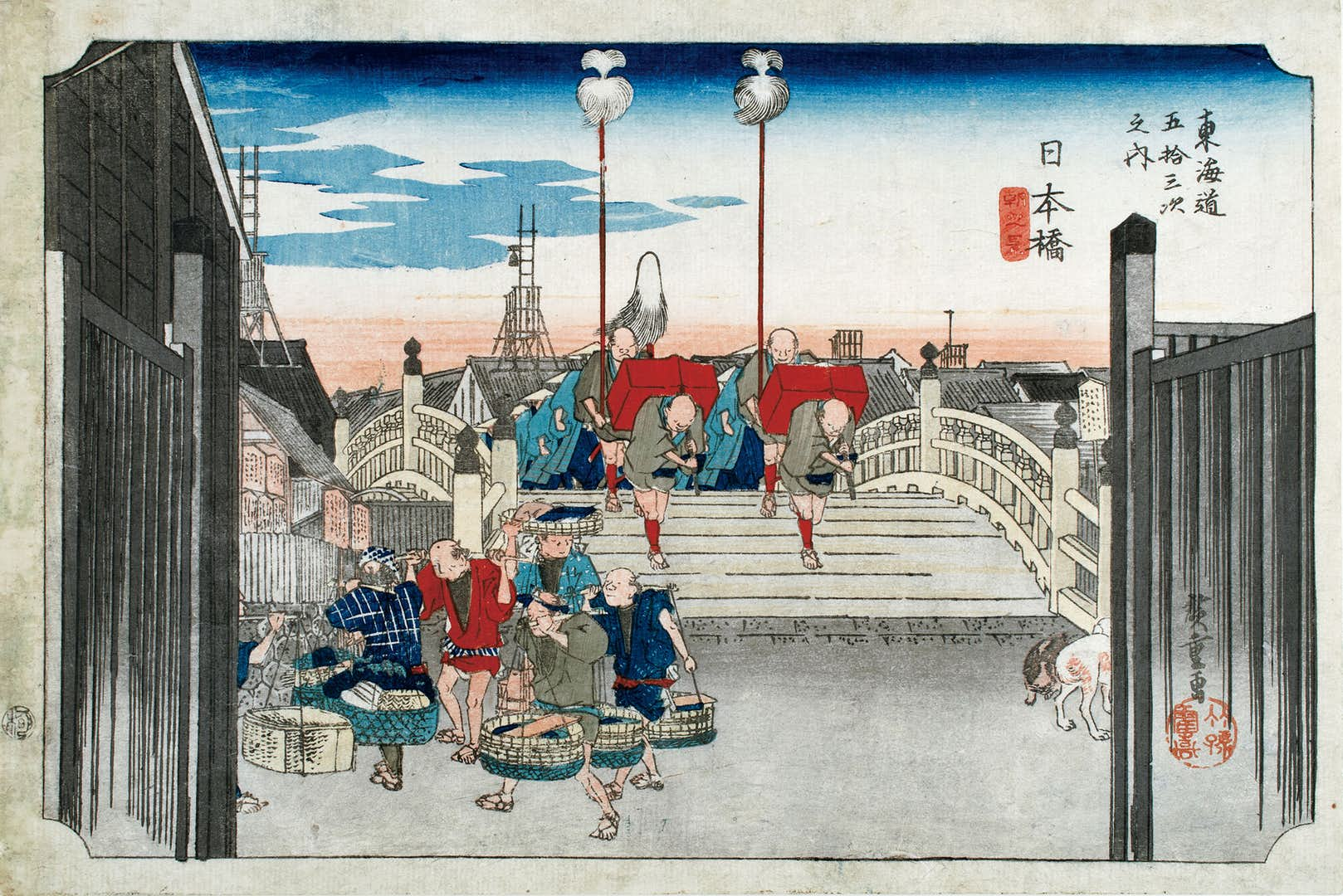
Nihonbashi en Edo, un "Ukiyo-e" obra de Utagawa Hiroshige.

Aunque hubo asentamientos en las colinas de la Bahía de Tokio durante varios siglos, el primer gran hito en la historia de ciudad fue la construcción del Castillo Edo en 1457 por Ōta Dōkan, durante el Período Muromachi. En 1525 el Castillo fue tomado por Hōjō Ujitsuna. Sin embargo, fue durante el período Azuchi-Momoyama cuando Edo comenzó a tener un papel importante dentro del propio Japón; para entonces ya se había convertido en el centro principal de la Región de Kantō. En 1590 las tropas de Ieyasu Tokugawa tomaron el control del Castillo de Edo, convirtiéndolo en su cuartel general. En aquel momento el asentamiento que rodeaba la fortaleza estaba compuesta por unas cuantas cabañas, pero Ieyasu emprendió el levantamiento de una nueva ciudad mediante el establecimiento de guerreros y artesanos, además de emprender un reforzamiento de las defensas del castillo. En 1606 los recintos exteriores del Castillo fueron completados.
En 1603 se estableció oficialmente el shogunato Tokugawa, dando comienzo también al Período Edo. A pesar de que la residencia del Emperador permanecía en Kioto y era esta la capital oficial de Japón, en Edo se encontraba el poder político real y por ello funcionó como la capital de facto del país.
Después del establecimiento del nuevo régimen, los demás señores feudales (Daimyō) de todo el país empezaron a establecer residencias (町奉行 Sankin kōtai?) en Edo, en las cuales además residían sus mujeres e hijos. El Castillo de Edo, convertido en una fortaleza inexpugnable, pasó a ser la residencia del Shōgun y el principal centro de poder de todo el país. Alrededor del castillo se fue formando un importante núcleo urbano compuesto por residencias oficiales, distritos samurái y distritos comerciales. Hacia 1721, Edo había pasado a tener una población estimada de más de 1.000.000 de habitantes, siendo en aquel momento la urbe más grande del mundo. Hacia finales del siglo XIII solamente los distritos comerciales de la ciudad tenían una población superior al medio millón de personas. Debido a la presencia de numerosos comerciantes y hombres de negocios, Edo también se convirtió en un importante centro económico y cultural del Shogunato.
Edo también se constituyó como un centro de comunicaciones de primer orden, siendo el lugar donde se concentraban las cinco principales rutas que enlazaban la ciudad con el resto del país. A pesar del interés inicial de Ieyasu Tokugawa por potenciar las relaciones comerciales con países extranjeros, Edo nunca se convirtió en un puerto para el comercio exterior, en parte por la preferencia que los comerciantes extranjeros tenían por los puertos meridionales de Kyūshū. La posterior política aislacionista del país echaría por tierra esta posibilidad. Durante esta época, Edo se vio devastada por el fuego en repetidas ocasiones, siendo quizás el Gran incendio de Meireki de 1657 el más destructivo de todos cuanto la asolaron. En 1668 otro gran incendio asoló la ciudad durante al menos 45 días. Se estima que unos 100 incendios de diversa índole asolaron la ciudad durante el Período Edo. Estos llegaron a hacerse tan frecuentes que llegó a conocérseles como las «flores de Edo».
En 1855, a consecuencia del Gran Terremoto de Edo, buena parte del núcleo urbano se vio gravemente afectado.

## La expedición Perry: apertura de Japón

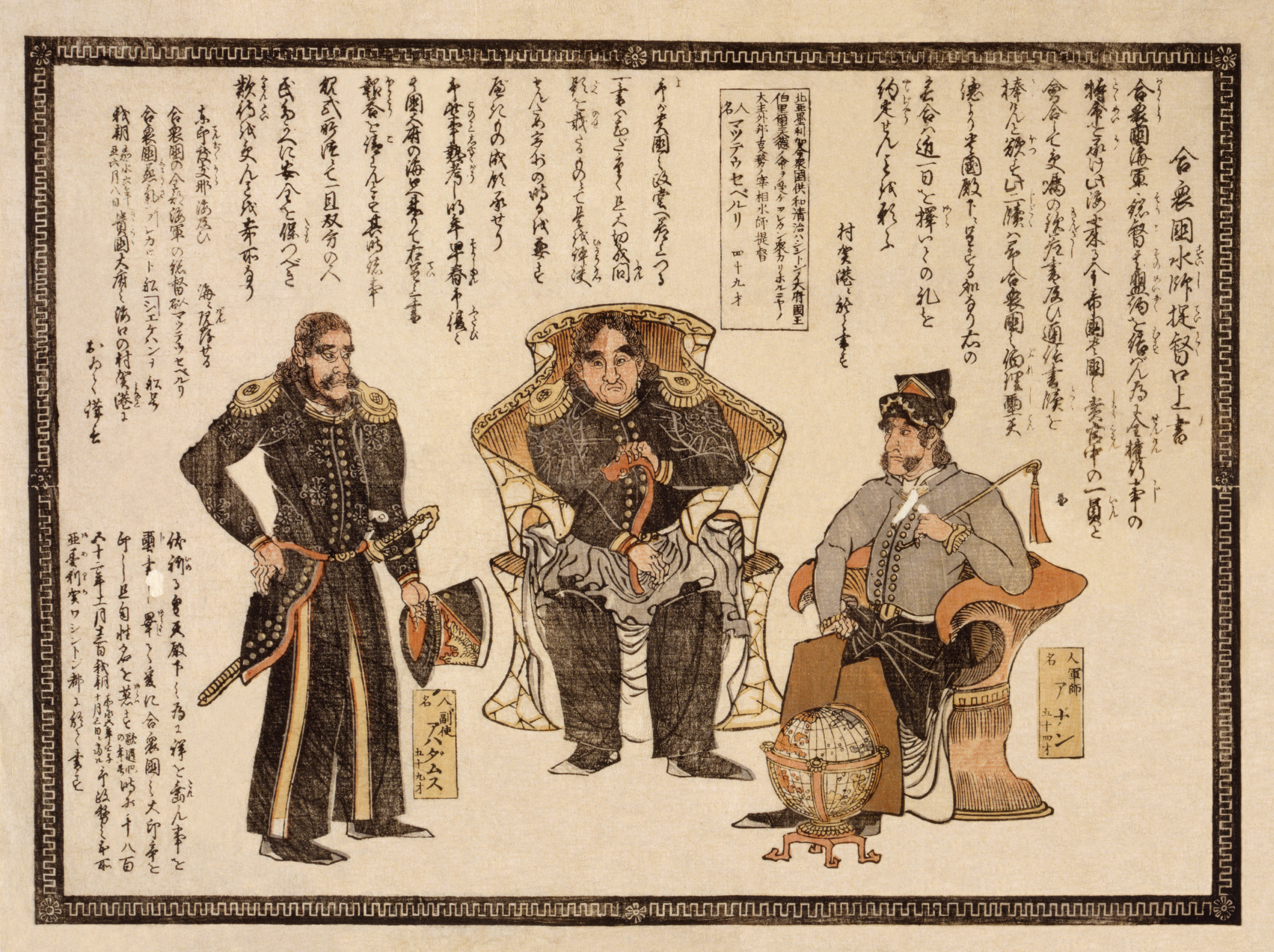
Xilografía japonesa con Perry (al centro) y otros altos oficiales de la Armada de Estados Unidos.

Cuando el comodoro Matthew Perry de la Armada de los Estados Unidos apareció en la Bahía de Edo (actual Bahía de Tokio) en julio de 1853, el bakufu (shogunato) entró en una situación caótica. El entonces presidente de los concejales mayores, Abe Masahiro (1819-1857) fue designado como el responsable de tratar con los estadounidenses. Sin tener experiencia en el manejo de asuntos de seguridad nacional, trató de conciliar los deseos de los concejales de acordar con los extranjeros, los del emperador que quería mantener a los extranjeros fuera, y el de los regidores feudales (daimio) que querían ir a la guerra. Así, aunque careciendo de consenso, Masahiro decidió comprometerse aceptando las demandas del comodoro Perry para abrir el Japón al comercio exterior, al mismo tiempo que tomaba precauciones militares. En marzo de 1854, la Convención de Amnistía (o tratado de Kanagawa) mantuvo la prohibición al comercio, pero abrió tres puertos (Nagasaki, Shimoda y Hakodate) a los barcos balleneros estadounidenses que buscaban provisiones, garantizando un buen trato a sus tripulaciones y permitiendo que un cónsul de los Estados Unidos residiera en Shimoda, un puerto en la Península de Izu, al sureste de Edo.
El daño resultante al bakufu fue significativo. El debate sobre políticas de gobierno era inusual y había generado críticas públicas. Con la esperanza de ganar el apoyo de nuevos aliados, Abe Masahiro, ante la consternación de los Fudai-daimio, había negociado con los Shinpan y Tozama daimio, minando aún más al ya debilitado gobierno.
En la llamada "Reforma Ansei" (1854-1856), Masahiro trató de fortalecer al régimen, comprando barcos de guerra y armamento a los Países Bajos, y construyendo nuevas defensas portuarias. En 1855, con asistencia de los Países Bajos, el Shogun adquirió su primer barco de guerra a vapor, el Kankō Maru, que fue usado para entrenamiento, y fundó el "Centro de entrenamiento naval Nagasaki" con instructores neerlandeses, así como también estableció una escuela militar al estilo occidental en Edo, adquiriendo en 1857, el primer barco de guerra a vapor propulsado a hélice, el Kanrin Maru. El conocimiento científico de la preexistente fundación de "conocimiento occidental" o "rangaku" fue en gran medida ampliado.

## Ciudad de Tokio

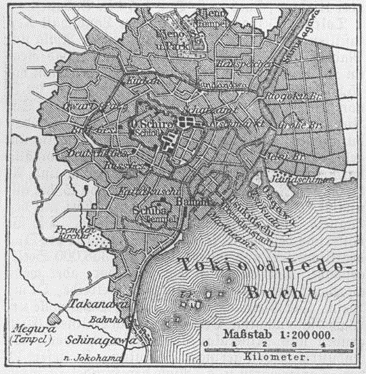
Tokio, mapa alemán de 1888.

La Ciudad de Tokio (東京市 Tōkyō-shi?) fue un municipio de Japón. Existió desde el 1 de mayo de 1889 al 1 de julio de 1943, cuando se unió con la Prefectura de Tokio para formar el Gobierno Metropolitano de Tokio. Los límites históricos de la Ciudad de Tokio serían ocupados por 23 barrios especiales. 

## Terremoto de 1923

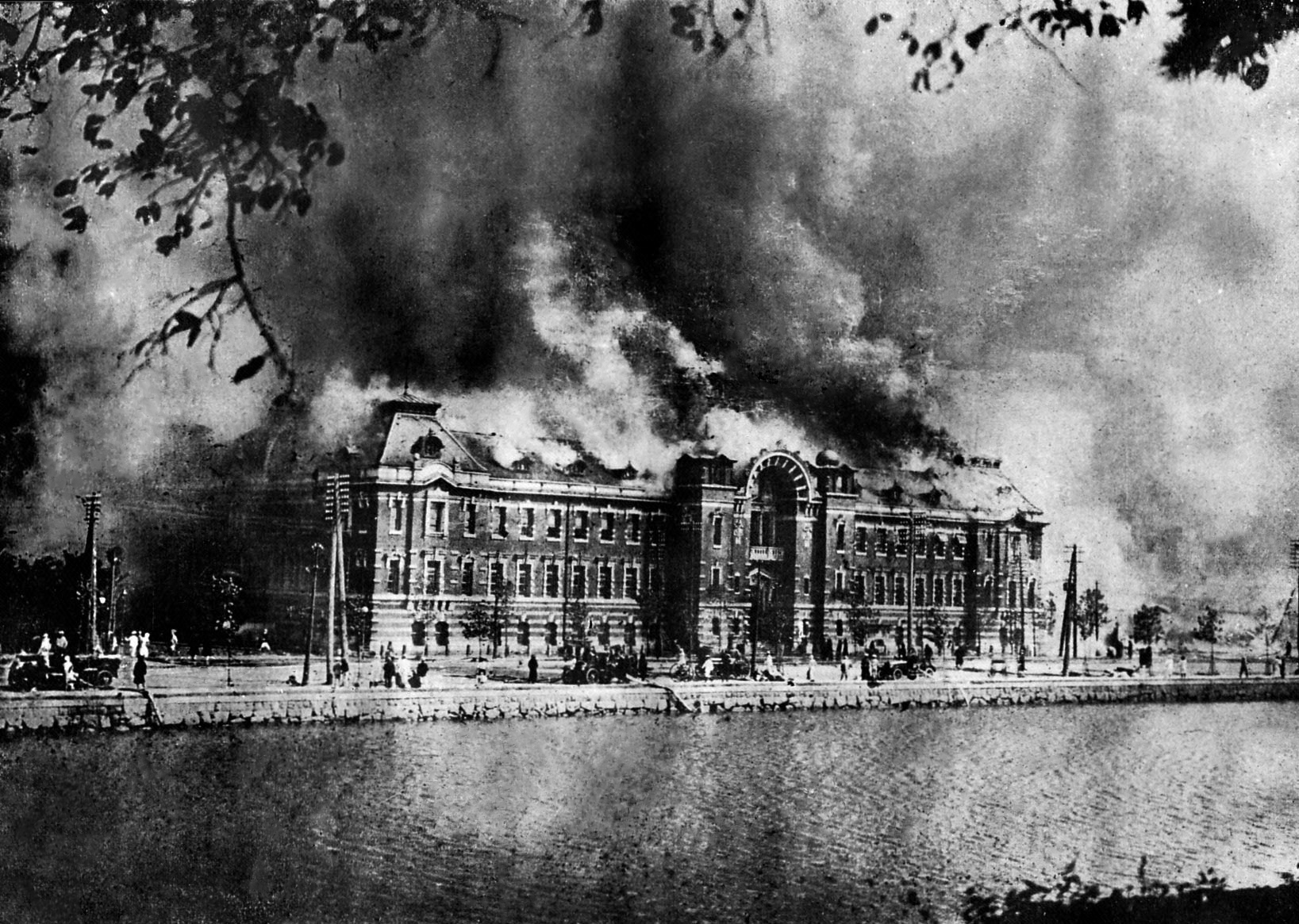
Departamento de Policía Metropolitana en llamas tras el terremoto.

El Gran terremoto de Kantō (関東大震災 Kantō daishinsai?,  literalmente "Gran catástrofe-terremoto de Kantō") azotó la llanura de Kantō en la isla japonesa de Honshu, a las 11:58 del sábado 1 de septiembre de 1923.

## Juegos Olímpicos de Verano de 1940
El 31 de julio de 1936 se realizó la elección en Berlín (Alemania), sede de los Juegos Olímpicos de aquel año. Tokio fue elegida de forma unánime para albergar la edición de 1940. De haberse cumplido el calendario, las pruebas habrían tenido lugar entre el 21 de septiembre y el 6 de octubre. Sin embargo, el estallido de la segunda guerra sino-japonesa en 1939 obligó a que el país renunciara a ellos.

## Bombardeo de Tokio

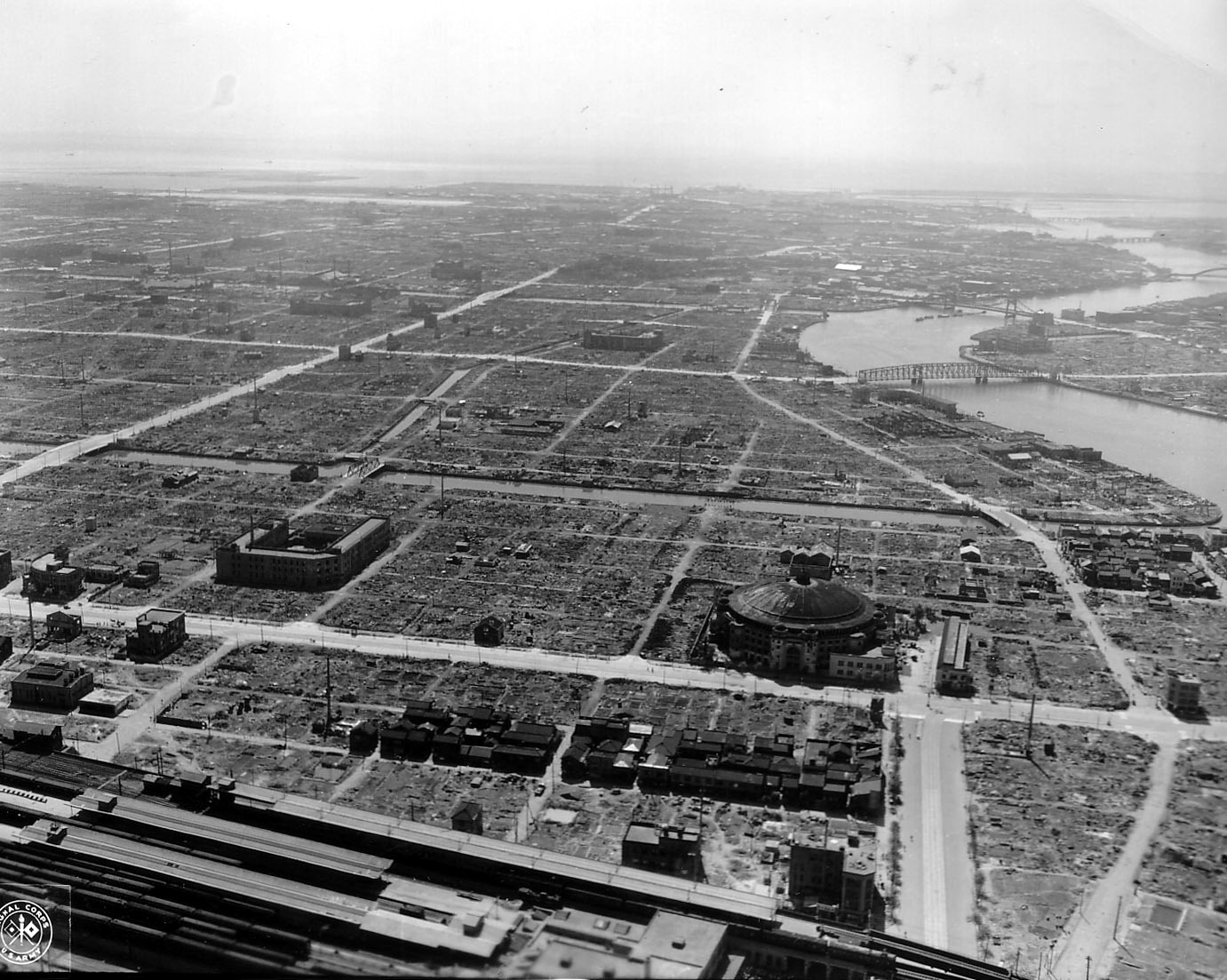
Vista aérea de Tokio tras la guerra.

El bombardeo de Tokio es el término en general para referirse a los bombardeos de la ciudad y capital japonesa de Tokio en varias ocasiones por las Fuerzas Aéreas del Ejército de los Estados Unidos durante la campaña del Pacífico de la Segunda Guerra Mundial, incluyendo el 9-10 de marzo de 1945 el bombardeo no-nuclear más destructivo de la historia, cuyo nombre clave fue Operación Encuentro (en inglés: Operation Meetinghouse), con cerca de 100.000 muertes de civiles y un millón de desplazados. Después de los primeros bombardeos, los estadounidenses centraron su estrategia en la utilización de los superbombarderos Boeing B-29 para llevar a cabo los ataques sobre Tokio y otras grandes urbes niponas. Las incursiones de los B-29 empezaron el 17 de noviembre de 1944 y continuaron hasta el 15 de agosto de 1945, cuando Japón se rindió.

## Posguerra
El general estadounidense Douglas MacArthur, que dirigió la ocupación estadounidense de Japón tras el final de la guerra, estableció su cuartel general en lo que es hoy el edificio Dai-Ichi Seimei, con vista al palacio imperial.
Sobre las ruinas de la ciudad nacieron empresas como Sony, que en el transcurso de una década habían progresado reflejando la prosperidad de la ciudad y del país en general.

## Asesinato de Inejirō Asanuma

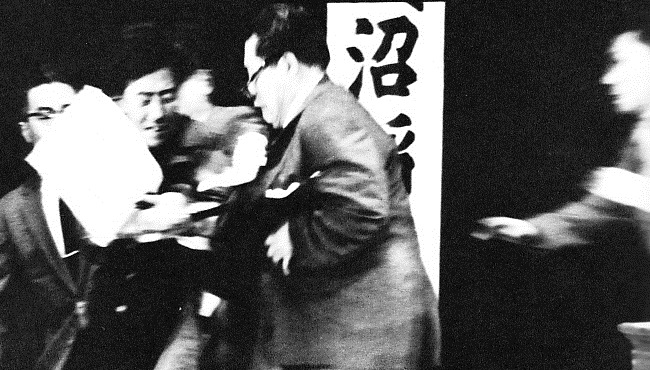
Inejiro Asanuma siendo asesinado por Otoya Yamaguchi. Fotografía de Yasushi Nagao.

El 12 de octubre de 1960, Inejirō Asanuma fue asesinado por un estudiante de 17 años de ideología nacionalista radical, llamado Otoya Yamaguchi, mientras participaba en un debate político televisado durante la campaña electoral para las siguientes elecciones a la Cámara de Representantes. Las imágenes de su asesinato le hicieron conocido mundialmente. La cadena de televisión pública japonesa NHK estaba grabando el debate para su posterior transmisión, por lo que posteriormente la escena del asesinato de Asanuma fue retransmitida varias veces al público japonés.

## Juegos Olímpicos de Tokio 1964

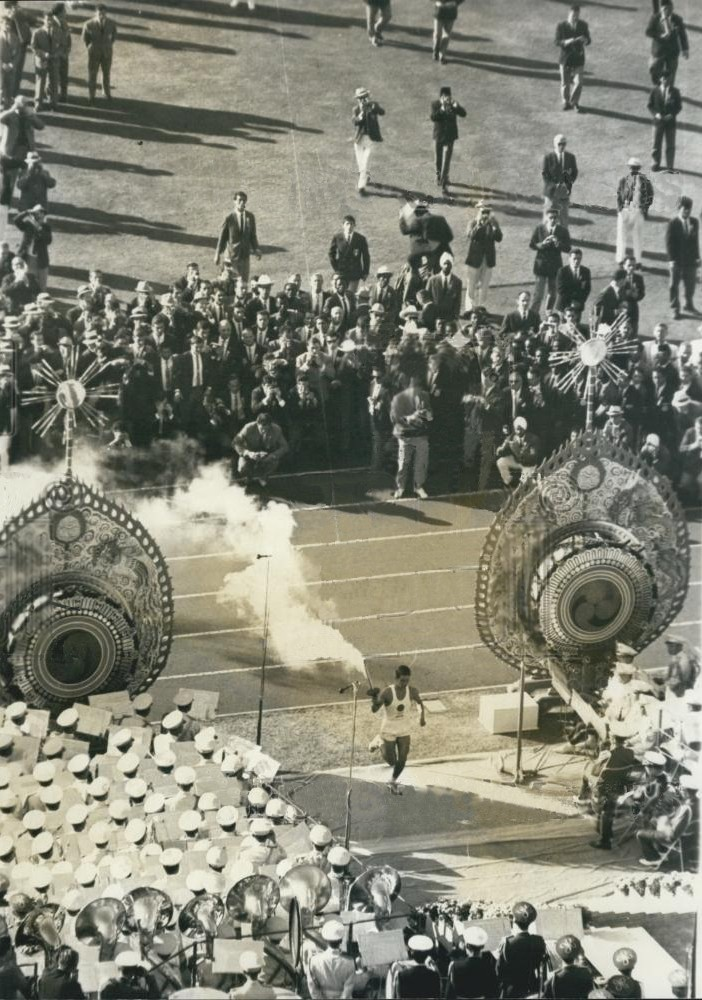
Yoshinori Sakai corriendo hacia el caldero olímpico.

Los Juegos Olímpicos de Tokio 1964, oficialmente conocidos como los Juegos de la XVIII Olimpiada, fueron un evento multideportivo internacional celebrado en Tokio, Japón, entre el 10 de octubre y el 24 de octubre de 1964. Después de que Tokio no hubiese podido albergar la edición de 1940, esta era la primera ocasión en la que los Juegos Olímpicos tenían lugar en Asia.
Los Juegos fueron la carta de presentación de Japón ante la comunidad internacional, dos décadas después de los efectos de la Segunda Guerra Mundial, y en términos generales se considera que fueron un éxito organizativo. En el entorno del Estadio Olímpico —inaugurado para los Juegos Asiáticos de 1958— se construyeron modernas instalaciones como el Gimnasio Nacional Yoyogi y el Nippon Budokan. Además, parte del dinero fue invertido en modernizar todas las infraestructuras del país, entre ellas el «tren bala» entre Tokio y Osaka. A nivel tecnológico fueron los primeros Juegos Olímpicos transmitidos vía satélite.
En total participaron 5151 atletas —4473 hombres y 678 mujeres— de 93 comités nacionales, que compitieron en 163 eventos de veintiún deportes —diecinueve del programa olímpico y dos de demostración—. Hubo quince países debutantes y se estrenaron disciplinas como el judo, el voleibol y el pentatlón moderno femenino. Por primera vez se prohibió la participación de Sudáfrica por las políticas racistas del apartheid, luego de que el gobierno de ese país se negara a enviar un equipo multirracial. Además, Indonesia y Corea del Norte abandonaron el certamen por el veto del Comité Olímpico Internacional a todos los deportistas que habían participado en los Juegos de las Fuerzas Emergentes de 1963.
Estados Unidos fue líder del medallero con 90 preseas —36 oros, 26 platas y 28 bronces—, seguida de la Unión Soviética con 96 metales —30 oros, 31 platas y 35 bronces—. Japón llevó a cabo un plan de profesionalización deportiva que le llevó al mejor desempeño de su historia olímpica: 29 medallas, 16 de ellas de oro. Hubo actuaciones destacadas como el segundo triunfo en maratón del etíope Abebe Bikila; los cuatro oros en natación de Don Schollander y el tercero consecutivo de Dawn Fraser; la victoria imbatida de Osamu Watanabe en lucha libre, la competencia en gimnasia artística entre Věra Čáslavská y Larisa Latýnina, el oro del judoca neerlandés Anton Geesink, y la presencia del boxeador Joe Frazier, campeón del peso pesado.

## Secuestro de Kim Dae-Jung
Alrededor del mediodía del 8 de agosto de 1973, Kim se estaba reuniendo con el líder del Partido de la Unificación Democrática en la habitación 2212 del Hotel Grand Palace de Tokio.
Alrededor de las 13:19, Kim fue atrapado por un grupo de individuos no identificados al salir de la habitación después de la reunión. Se rumorea que toda esa planta del edificio estaba ocupada por miembros de la yakuza relacionados de forma ilícita con la policía política surcoreana a través de la organización de coreanos residentes en Japón Mindan, que pudieron tener algo que ver con el secuestro. Fue entonces llevado a la habitación 2210, vacía, donde fue drogado y quedó inconsciente. Más tarde fue llevado a Osaka, con rumbo a Seúl.
Kim declaró más tarde que había notado un gran lastre en el pie y que le colocaron en la proa del barco de los secuestradores, lo que indicó que lo iban a tirar al mar. Finalmente no lo hicieron, pues los guardacostas japoneses les vieron y comenzaron a perseguirles. Tras evitarles, le dejaron en Busan. Fue encontrado vivo en su casa de Seúl cinco días después.

## Ataque de gas sarín en el metro

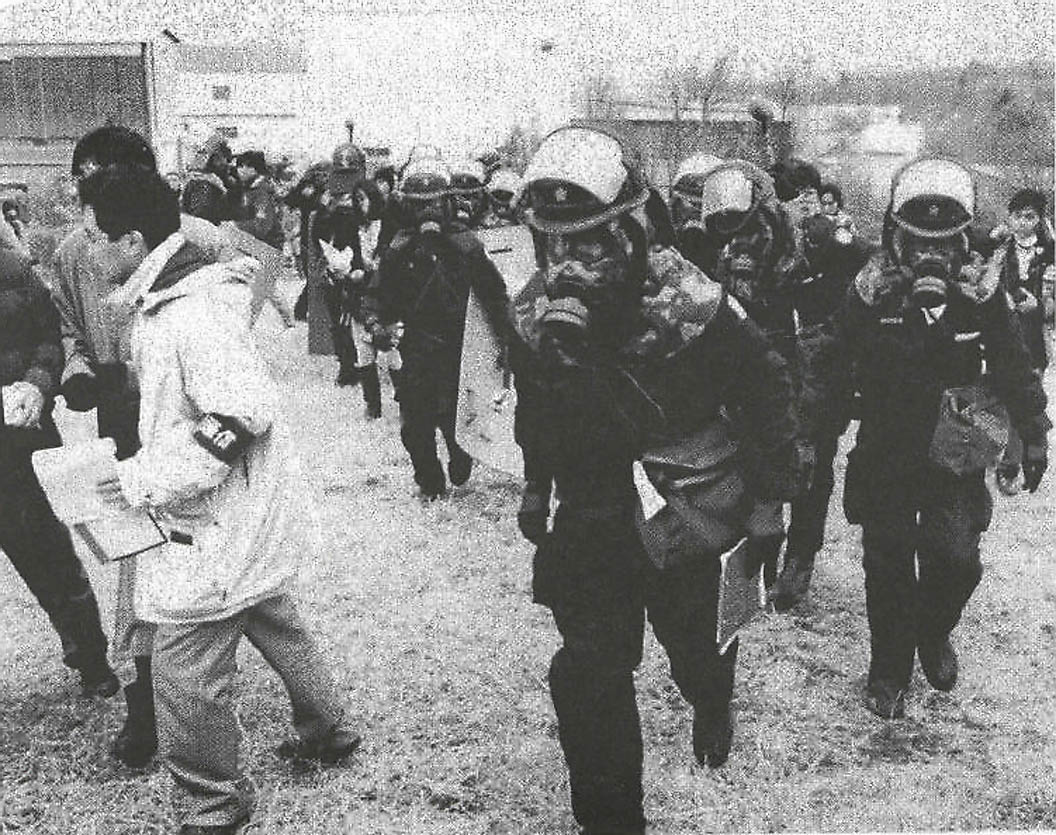
La policía japonesa allanó las instalaciones de la secta.

{{Ficha de atentado|título=Ataque de gas sarín en el metro de Tokio
地下鉄サリン事件|imagen=【地下鉄サリン事件】除染を行う自衛隊員と警察官.jpg|bajada=Policías y soldados llegando a un metro contaminado con sarín.|lugar= Tokio, Japón|blanco=Metro de Tokio|fecha=20 de marzo de 1995|hora=07:00-08:10 a. m.|zonahoraria=UTC+9|tipo=Atentado terrorista|armas=Gas sarín|muertos=13|heridos=6000 (50 graves, 984 con problemas temporales de visión)|perpetrador=* Ikuo Hayashi
El ataque de gas sarín en el metro de Tokio, conocido en los medios japoneses como el incidente con sarín en el metro (地下鉄サリン事件 Chikatetsu Sarin Jiken?), fue un acto de terrorismo interior perpetrado por miembros del grupo Aum Shinrikyō el lunes 20 de marzo de 1995. En cinco ataques coordinados, los autores liberaron gas sarín en varias líneas del Metro de Tokio. Como resultado, trece personas fueron asesinadas, cincuenta quedaron gravemente heridas y casi mil presentaron problemas temporales de visión. El ataque fue dirigido contra trenes que pasaban entre Kasumigaseki y Nagatachō, sede del gobierno y la policía de Japón.
El grupo, liderado por Shōkō Asahara, ya había llevado a cabo varios asesinatos y ataques terroristas con sarín, incluido el denominado incidente de Matsumoto, nueve meses antes, que acabó con la vida de 8 personas. La propia organización había creado diversos agentes nerviosos, como el VX y el Zyklon B, e intentaron producir toxina botulínica y habían perpetrado varios actos fallidos de bioterrorismo. Asahara había sido informado de una redada policial programada para el 22 de marzo y había planeado el ataque del metro de Tokio para impedir las investigaciones policiales sobre la organización.